# Memento mori

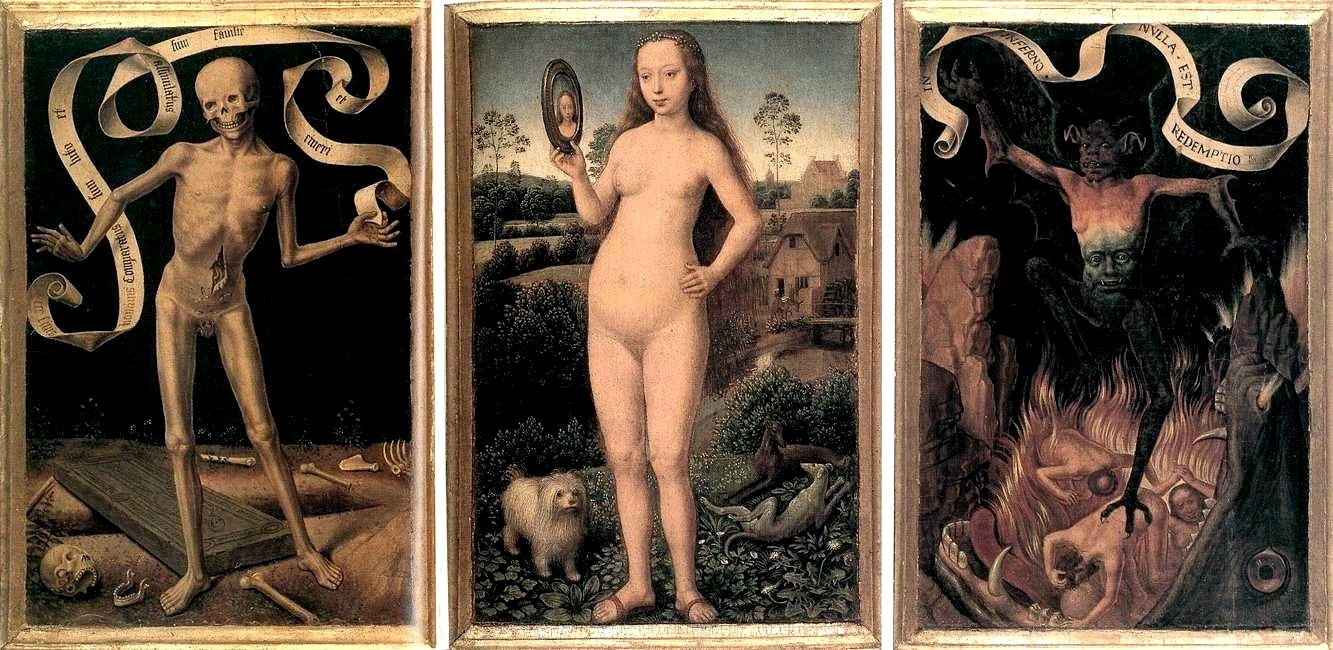
Hans Memling: Triptych pozemské marnosti a boží spásy, přední strana, kolem 1485. Malíř kontrastuje pozemskou nádheru a luxus s perspektivou smrti a pekla

Memento mori (výslovnost [mementó morí], latinsky pamatuj na smrt; pamatuj, že jsi smrtelný) je mravní zásada, často citovaná ve středověku a raném novověku, jež upozorňuje člověka, aby nikdy nezapomínal na svou pomíjivost a připravoval se na smrt. Zároveň jde o umělecký motiv, založený na ztvárnění smrti a smrtelnosti a ve výtvarném  umění často využívající symboly jako lidská kostra a její části (smrt) nebo přesýpací hodiny (krátkost času). 
Potřeba pamatovat na smrt se objevuje již v Platónově dialogu Faidón, v němž Sókratés říká, že „opravdoví filosofové se připravují k umírání a smrt je ze všech lidí jim nejméně strašná“. Podobné názory v antice dále hlásali stoikové a Seneca. 

## Křesťanství
V křesťanském kontextu středověku toto původně filozofické téma ztratilo svůj obvyklý antický protějšek, hýřivé nunc est bibendum („teď je třeba pít“), a získalo náboženský ráz. Memento mori připomínalo nadcházející poslední soud boží, který podle křesťanské víry čeká duši zemřelého, a upozorňovalo na marnost, pomíjivost a prázdnotu (vanitas) pozemských potěšení.  
Biblický základ tohoto postoje se nachází v Sírachovcově poučení „budeš-li ve všech svých úvahách pamatovat na vlastní konec, navěky nezhřešíš“ a v rituálu římskokatolické církve se odráží zejména v obřadech popelce na Popeleční středu, při nichž jsou věřící poznamenáváni popelem a upozorňováni „prach jsi a v prach se obrátíš“.

## Umění
V umění se téma memento mori od středověku objevovalo nejčastěji v kontextu hrobů, pohřbů a pohřebišť,
ale časté bylo na gotických a renesančních epitafech (např. Zlíchovský oltář Monogramisty IPnapř. i ve výzdobě hodin, kde se používaly nápisy jako Ultima forsan (snad poslední hodina), Vulnerant omnes, ultima necat (každá zraňuje, poslední zabíjí), Tempus fugit (čas běží) nebo Hodie mihi, cras tibi (dnes mně, zítra tobě). 
Vyobrazení tance smrti (danse macabre) se na konci středověku objevovala běžně i v kostelích, zejména v pohřebních kaplích a karnerech, také na epitafech. 
V období manýrismu a baroka to byl módní námět v malbě, sochařství i grafice: často lebka, nebo zátiší s lebkou, uhašenou svící, přelomeným sloupem, doprovázené nápisem (Memorare novissima, et in aternum, non peccabis). Příbuzným malířským žánrem bylo vanitas, to jest zátiší s motivy připomínajícími pomíjivost. Motiv lebky, kostlivce či pootevřené rakve se objevoval také na osobních špercích či kapesních hodinkách. V době barokní byl kostlivec přítomen ve výzdobě lékáren (např. dveře Ditrichovy lékárny v Nerudově ulici v Praze), v klášterních kryptách řádu kapucínů, malovaní kostlivci se dochovali například v kryptě jejich pražské Lorety. Jindy hrozbu smrti personifikoval Saturnus s kosou a přesýpacími hodinami v ruce.

## Galerie

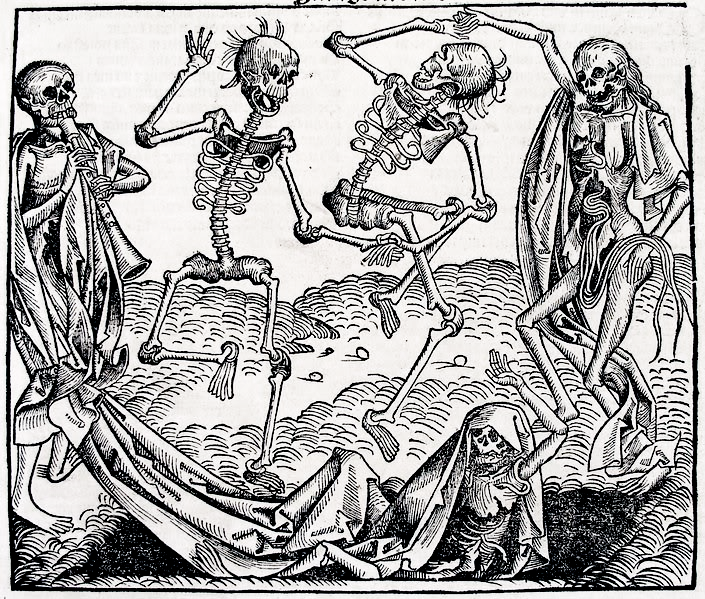
Tanec smrti, Michael Wolgemut, Norimberk 1493
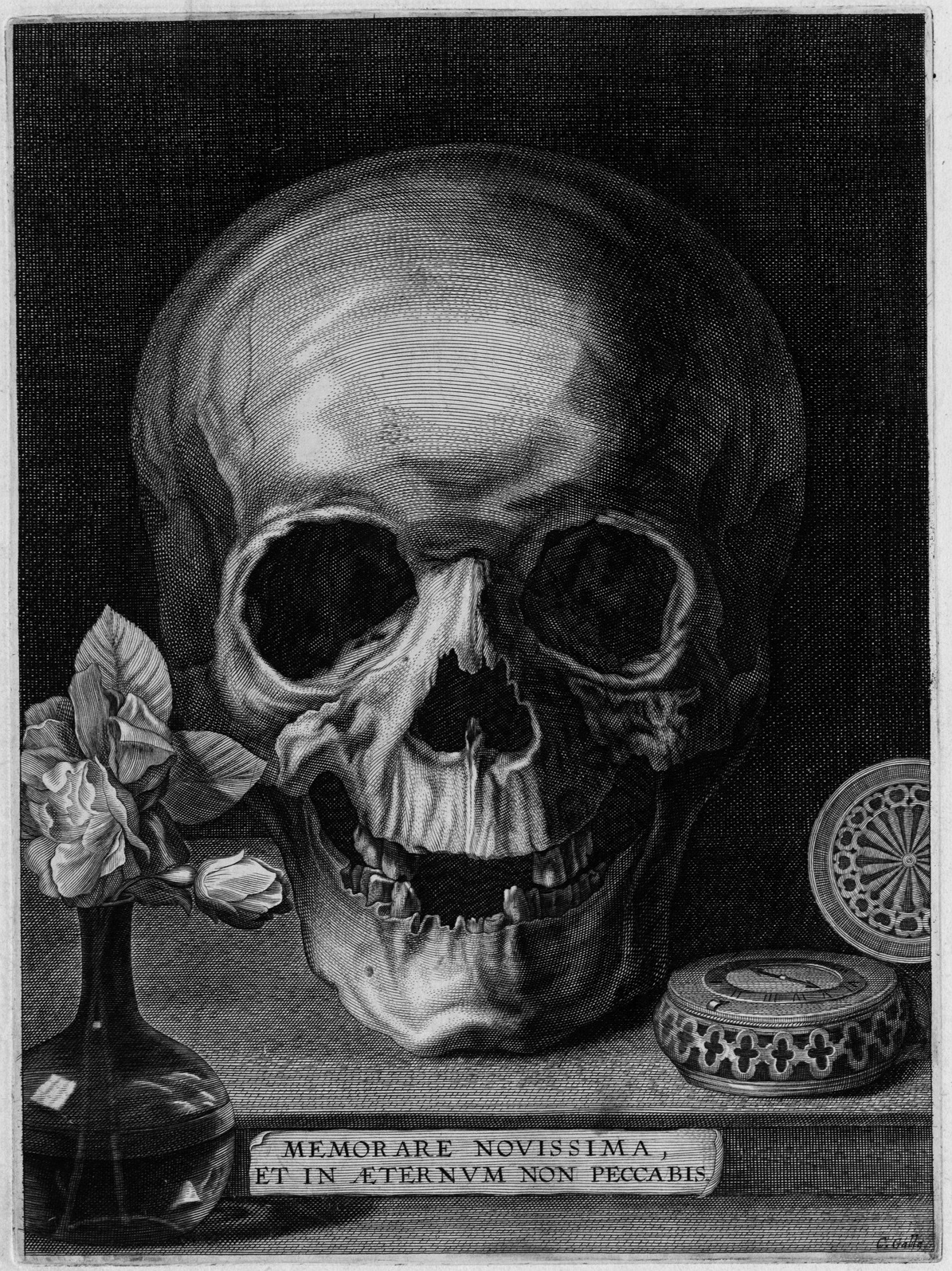
Zátiší s lebkou, Cornelis Galle I, Antverpy, 1630-1650
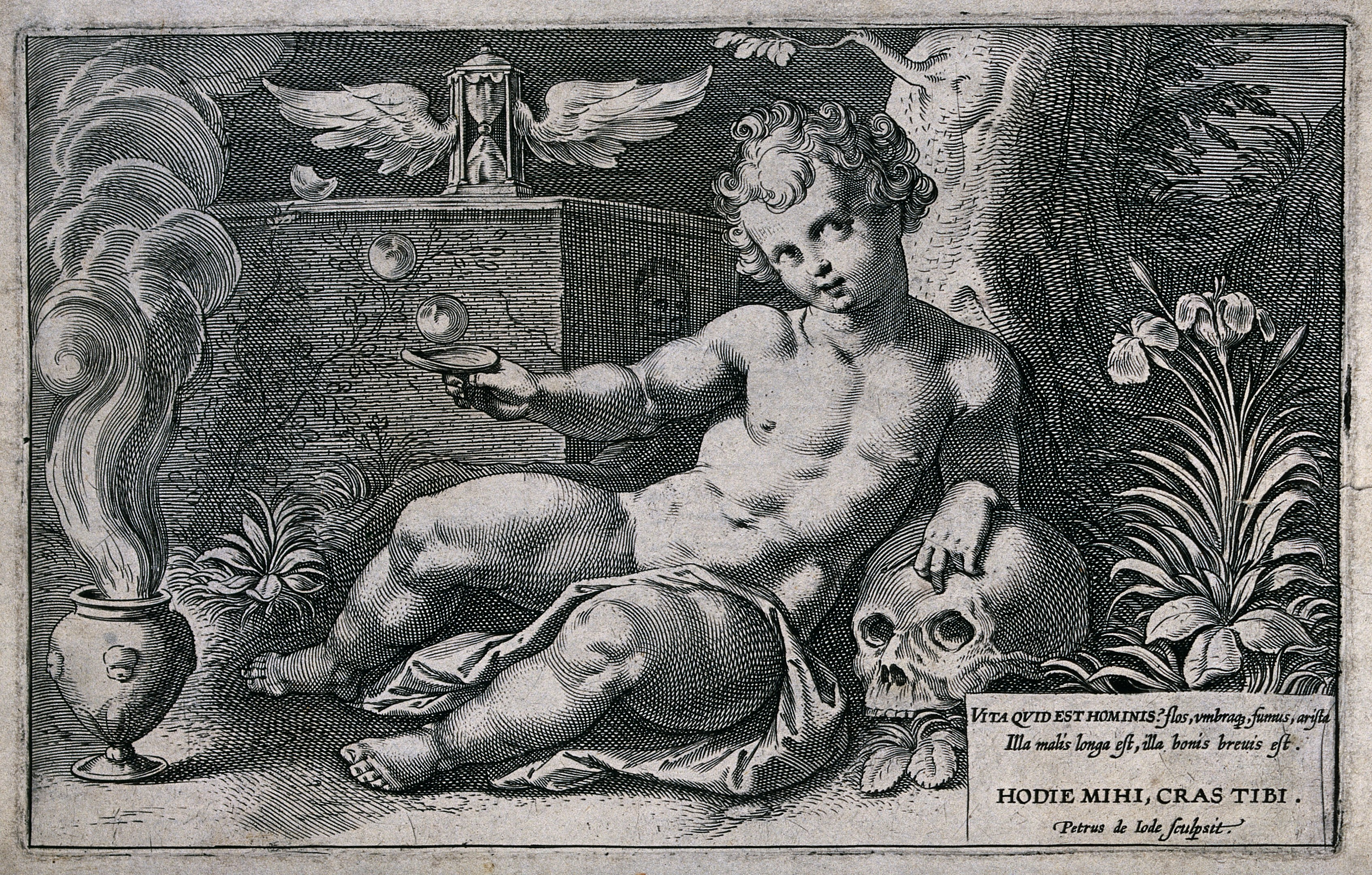
Dnes mě, zítra tobě, Pieter de Jode starší, Antverpy kolem 1650
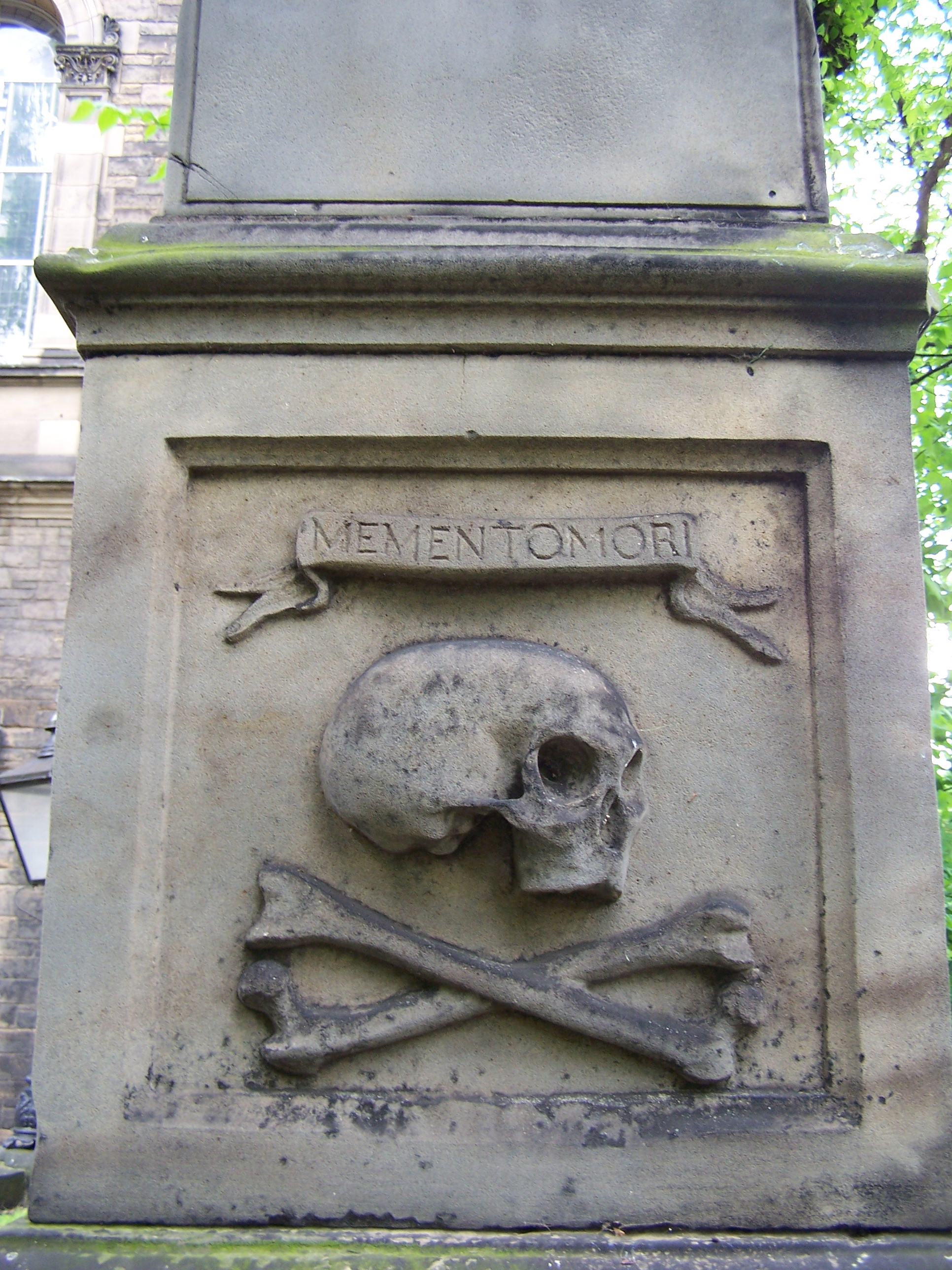
Memento mori na náhrobku v Edinburku, 18. století